# Shakespeare: The Animated Tales
Shakespeare: The Animated Tales est une série télévisée d'animation britannique en deux saisons de six épisodes chacune, produite par la BBC et diffusée pour la première fois entre 1992 et 1994. Il s'agit d'une série d'adaptations de douze pièces de théâtre de William Shakespeare sous forme de téléfilms d'animation d'une demi-heure chacun, aux intrigues autonomes.

## Production
L'animation a été réalisée par les studios russes Christmas Films et Soiouzmoultfilm. Les techniques d'animation employées varient selon les épisodes. La diffusion de la première série a été précédée par un documentaire de making of de la série, Animating Shakespeare. Des acteurs connus ont parfois contribué au doublage des voix, en particulier lors de la saison 2, grâce au succès rencontré par la première saison.

## Fiche technique
- Titre original : Shakespeare: The Animated Tales
- Réalisation : variable
- Scénario : Leon Garfield, d'après les pièces de William Shakespeare
- Durée d'un épisode : 26 minutes
- Format : 1,33:1, couleur
- Production : Elizabeth Babakhina, Christopher Grace, Natasha Lugova (1994), Irina Karpova (1994)
- Musique originale : Yuri Novikov (1992), Yuri Erikona (1994), Igor Krasilnikov (1994)
- Sociétés de production : Christmas Films, Soyuzmultfilm, Sianel 4 Cymru (S4C), en association avec BBC Wales, HIT Entertainment, Home Box Office (HBO), Fujisankei, Dave Edwards Studio
- Diffusion : British Broadcasting Corporation (diffusion télévisée, 1992-1994), S4C International (VHS), Metrodome Distribution (DVD)
- Langue : anglais
- Durée d'un épisode : 26 minutes
- Format : 1,33:1, couleur

## Épisodes

### Saison 1
- A Midsummer Night's Dream
  - Réalisation : Robert Saakiants
  - Scénario : Leon Garfield, d'après Le Songe d'une nuit d'été de William Shakespeare
  - Daniel Massey : Obéron
  - Bernard Hill : Nick Bottom
  - Pete Postlethwaite : Quince
  - Menna Trussler : narrateur
  - Suzanne Bertish : Titania
  - Anthony Jackson : Puck
  - Abigail McKern : Hermia
  - Kim Wall : Lysander
  - Kathryn Pogson : Helena
  - Charles Millham: Demetrius
  - Anna Linstrum et Lorraine Cole: fées

- The Tempest
  - Réalisation : Stanislav Sokolov
  - Scénario : Leon Garfield, d'après La Tempête de William Shakespeare
  - Timothy West : Prospero
  - Alun Armstrong : Caliban
  - Martin Jarvis : narrateur
  - Ella Mood : Ariel
  - Katy Behean : Miranda
  - Jonathan Tafler : Ferdinand
  - John Moffatt : Alonzo
  - James Greene : Gonzalo
  - Sion Probert : Sebastian
  - Peter Guinness : Antonio
  - Ric Jerrom : Trinculo
  - Stephen Thorne : Stephano

- Macbeth
  - Réalisation : Nikolaï Serebriakov
  - Scénario : Leon Garfield, d'après Macbeth de William Shakespeare
  - Brian Cox: Macbeth
  - Zoë Wanamaker : Lady Macbeth
  - Alec McCowen : narrateur
  - Laurence Payne : Duncan
  - Patrick Brennan (en) : Banquo
  - Clive Merrison (en) : MacDuff
  - Mary Wimbush, Val Lonsaine et Emma Gregory : les sorcières
  - David Acton : Malcolm
  - Richard Pearce : Donalbain
  - John Baddeley : Lennox

- Romeo and Juliet
  - Réalisation : Iefim Gambourg
  - Scénario : Leon Garfield, d'après Roméo et Juliette de William Shakespeare
  - Linus Roache : Roméo
  - Clare Holman : Juliette
  - Jonathan Cullen : Benvolio
  - Felicity Kendal : narratrice
  - Brenda Bruce : la nourrice
  - Greg Hicks : Mercutio / le prince Scalus
  - Brendan Charlson : Tybalt
  - Gerald Green : Fray Laurence : Fray ohn
  - Charles Kay : M. Capulet / M. Montaigu
  - Maggie Steed : Lady Capulet / Lady Montaigu

- Hamlet
  - Réalisation : Natalia Orlova
  - Scénario : Leon Garfield, d'après Hamlet de William Shakespeare
  - Nicholas Farrell : Hamlet
  - John Shrapnel : Claudius / le roi
  - Tilda Swinton : Ophélie
  - Michael Kitchen : narrateur
  - Susan Fleetwood : Gertrude
  - John Warner : Polonius
  - Andrew Wincott : Laertes
  - Dorien Thomas : Horatio
  - Distinction : Emmy Awards 1993 dans la catégorie « Outstanding Individual Achievement in Animation » pour les animateurs Sergei Glagolev et Demitri Norosyolov et les directeurs de production (production designers) Peter Kotor et Natalia Demidova[1].

- Twelfth Night
  - Réalisation : Maria Muat
  - Scénario : Leon Garfield, d'après La Nuit des rois de William Shakespeare
  - Rosemary Leach : narrateur
  - Fiona Shaw : Viola
  - Roger Allam : Orsino
  - Suzanne Burden : Olivia
  - Gerald James : Malvolio
  - William Rushton : Sir Toby Belch
  - Stephen Tompkinson : Sir Andrew Aguecheek
  - Alice Arnold : Maria
  - Stefan Bednarczyk : Feste
  - Hugh Grant : Sebastian

### Saison 2
- King Richard III
  - Réalisation : Natalia Orlova
  - Scénario : Leon Garfield, d'après Richard III de William Shakespeare
  - Antony Sher :  Richard III
  - Alec McCowen : narrateur
  - Eleanor Bron : Cécile Neville
  - Tom Wilkinson : le Duc de Buckingham
  - James Grout : Catesby / l'archevêque d'Ely
  - Sorcha Cusack : la reine Élisabeth
  - Suzanne Burden : Anne
  - Stephen Thorne : Lord Hastings/ le cardinal Bourchier
  - Michael Maloney : George, duc de Clarence / Norfolk
  - Spike Hood : le prince Édouard
  - Hywel Nelson : le duc d'York
  - Patrick Brennan (en) : Richmond / le second meurtrier
  - Philip Bond : Tyrrel
  - Brendan Charleson : le premier meurtrier / le messager

- The Taming of the Shrew
  - Réalisation : Aida Ziablikova
  - Scénario : Leon Garfield, d'après La Mégère apprivoisée de William Shakespeare
  - Amanda Root : Kate
  - Nigel Le Vaillant : Petruchio
  - Malcolm Storry : Nathaniel / Sly
  - Manon Edwards : Bianca
  - Gerald James : Baptista
  - Lawmary Champion : l'hôtesse / la veuve
  - Hilton McRae : Hortensio / Peter
  - Richard Pearce : Lucentio
  - Big Mick : le narrateur

- As You Like It
  - Réalisation : Alexei Karayev
  - Scénario : Leon Garfield, d'après Comme il vous plaira de William Shakespeare
  - Sylvestra Le Touzel : Rosalinde
  - David Burke : le narrateur
  - María Miles : Celia et Audrey
  - Gerald Green : le duc âgé / Adam
  - Peter Gunn : Touchstone / le messager
  - Nathaniel Parker : Oliver / Jacques
  - David Holt : Silvius / Hymen
  - Christopher Benjamin : le duc Frederick / Corin
  - Eiry Thomas : Phoebe
  - Stefan Bernarczyk : Amiens

- Julius Caesar
  - Réalisation : Yuri Kulakov
  - Scénario : Leon Garfield, d'après Jules César de William Shakespeare
  - Joss Ackland : Jules César
  - Hugh Quarshie : Cassius
  - Jim Carter : Marc-Antoine
  - David Ropp : Brutus
  - Judith Sharp : Portia
  - Peter Woodthorpe : Casca
  - Andrew Wincott : le narrateur / Octave
  - Frances Tomelty : Calphurnia
  - Tony Leader : Cinna / Decius
  - Dillewgn Owey : le devin / Trebonius
  - John Miers : Lucius

- The Winter's Tale
  - Réalisation : Stanislav Sokolov
  - Scénario : Leon Garfield, d'après Le Conte d'hiver de William Shakespeare
  - Anton Lesser : Leontes
  - Jenny Agutter : Hermione
  - Sally Dexter : Paulina
  - Michael Kitchen : Polixène
  - Adrienne O'Sullivan : Perdita
  - Stephen Tompkinson : Autolycus
  - Philip Voss : le berger / le juge
  - Simon Harris : le fils du berger / le serviteur
  - Jonathan Tafler : Camillo
  - Timothy Bateson : Antigonus
  - Jonathan Firth : Florizel
  - Spike Hood : le jeune fils du berger
  - Hywel Nelson : Mamillius
  - Roger Allam : le narrateur
  - Distinctions : Emmy Awards 1996 dans la catégorie « Outstanding Individual Achievement in Animation » pour l'animatrice Nataliya Dabizha. Silver Spire au Festival international du film de San Francisco en 1997[1].

- Othello
  - Réalisation : Nikolai Serebryakov
  - Scénario : Leon Garfield, d'après Othello ou le Maure de Venise de William Shakespeare
  - Colin McFarlane : Othello
  - Gerard McSorley : Iago
  - Philip Franks : Cassio
  - Sian Thomas : Desdémone
  - Dinah Stabb : Emilia / Bianca
  - Terry Dauncey : Brabantio
  - Ivor Roberts :  le duc / Lodovico
  - Simon Ludders: Roderigo
  - Philip Bond : le narrateur

## Distinctions
La série dans son ensemble vaut à Dave Edward un BAFTA dans la catégorie Meilleure animation en 1994. Dans la saison 1, l'épisode Hamlet vaut un Emmy Awards dans la catégorie « Outstanding Individual Achievement in Animation » aux animateurs Sergei Glagolev et Demitri Norosyolov ainsi qu'aux directeurs de production (production designers) Peter Kotor et Natalia Demidova en 1993. Dans la saison 2, l'épisode A Winter's Tale vaut un Emmy Awards dans la catégorie « Outstanding Individual Achievement in Animation » à l'animatrice Nataliya Dabizha en 1996. Le même épisode remporte une Silver Spire au Festival international du film de San Francisco en 1997.